# Vụ xả súng Virginia Beach
Vào ngày 31 tháng 5 năm 2019, một vụ nổ súng hàng loạt đã xảy ra tại một tòa nhà thành phố ở Virginia Beach, Virginia, Hoa Kỳ, khiến 13 người thiệt mạng, bao gồm cả hung thủ;  và sáu người khác bị thương.

## Sự việc
Một tình huống kê bắn súng đang ra tay tại Trung tâm thành phố Virginia Beach đã được xác nhận bởi người quản lý thành phố vào khoảng 4:40 chiều.  EST.  Một phát ngôn viên cảnh sát tuyên bố một kẻ nổ súng đã nổ súng trong Tòa nhà 2 của Trung tâm, nơi chứa các công trình công cộng, tiện ích và phòng kế hoạch của thành phố. Cảnh sát trưởng James Cervera nói rằng tay súng đã bắn bừa bãi. FBI, ATF và Bộ An ninh Nội địa đã trả lời để hỗ trợ cảnh sát địa phương và tiểu bang.
Một khẩu súng lục bán tự động và một khẩu súng trường đã được tìm thấy tại hiện trường.  Theo một quan chức thực thi pháp luật, các nhà điều tra tin rằng chúng đã được sử dụng trong vụ nổ súng, và nghi phạm đã mua súng hợp pháp.